# Делавэр (округ, Оклахома)
Делавэр — округ в штате Оклахома, США. Население округа на 2012 год составляло 41 441 человек. Административный центр округа — город Джей.

## География
Округ имеет общую площадь 2057 км², из которых 1918 км² приходится на сушу и 134 км² (6,52 %) на воду.

### Основные автомагистрали
- Автомагистраль 59
- Автомагистраль 60
- Автомагистраль 412

### Соседние округа
- Оттава (север)
- Мак-Доналд, Миссури (северо-восток)
- Бентон, Арканзас (восток)
- Адэр (юг)
- Чероки (юг)
- Мейс (запад)
- Крейг (северо-запад)

### Населённые пункты
| - Бернис - Буш-Крик - Булл-Холлоу - Каюга - Колкорд | - Компленд - Деннис - Додж - Гров - Джей | - Канзас - Лич - Роки-Форд - Секамор - Тагг-Флатс |